# Almeida Kanda
Almeida Kanda Fernandes (Cangola, 10 de maio de 1959) é um prelado angolano da Igreja Católica, bispo de Nadalatando.

## Biografia
Realizou estudos humanísticos no Seminário do Uíge, filosofia e teologia no Seminário Maior de Huambo. Laureou-se em direito canônico na Pontifícia Universidade Gregoriana. Foi ordenado sacerdote em 6 de julho de 1986, sendo incardinado na Diocese do Uíge.
Após a ordenação sacerdotal, trabalhou como chanceler da Cúria, pároco da Catedral, diretor do Secretariado Diocesano de pastoral. Foi também vigário-geral da Diocese do Uíge, Professor do Seminário Maior e diretor do Secretariado Diocesano de Pastoral.
No dia 23 de julho de 2005, o Papa Bento XVI nomeou-o Bispo de Nadalatando. Foi consagrado em 23 de outubro seguinte, por Giovanni Angelo Becciu, núncio apostólico de Angola e São Tomé e Príncipe, coadjuvado por Frei Francisco da Mata Mourisca, O.F.M. Cap., bispo do Uíge e por Filomeno do Nascimento Vieira Dias, bispo de Cabinda. A posse ocorreu em 20 de novembro do mesmo ano.